# 고양시 정
고양시 정은 대한민국의 국회의원 선거구이다. 경기도 고양시의 일부 지역을 관할한다. 현직 국회의원은 더불어민주당의 김영환이다.

## 역사
대한민국 제20대 국회의원 선거를 앞두고 고양시 지역의 선거구가 개편되면서 신설되었다. 신설 당시 일산서구 일산1동·일산3동·탄현동·주엽1동·주엽2동·대화동·송포동·송산동을 관할했다.

## 관할 구역
| 대수      | 관할 구역                                                                                            |
| --------- | --- |
| 20대~21대 | 고양시 일산서구 일산1동, 일산3동, 탄현동, 주엽1동, 주엽2동, 대화동, 송포동, 송산동                   |
| 22대~     | 고양시 일산서구 일산1동, 일산3동, 탄현1동, 탄현2동, 주엽1동, 주엽2동, 대화동, 송포동, 덕이동, 가좌동 |

## 역대 국회의원
| 선거   | 정당 | 정당         | 의원   |
| ------ | ---- | ------------ | ------ |
| 2016년 |      | 더불어민주당 | 김현미 |
| 2020년 |      | 더불어민주당 | 이용우 |
| 2024년 |      | 더불어민주당 | 김영환 |

## 역대 선거 결과

### 대한민국 제20대 국회의원 선거
|  | 49.15% |

|  | 36.68% |

|  | 14.15% |

### 대한민국 제21대 국회의원 선거
|  | 53.42% |

|  | 44.87% |

|  | 1.27% |

|  | 0.42% |

### 대한민국 제22대 국회의원 선거
|  | 54.89% |

|  | 45.10% |